# Mihrişah Valide Sultan
Mihrişah Valide Sultan, född Agnesa 1745 i Georgien, död 1805 i Konstantinopel, var valide sultan i det Osmanska riket under sin son sultan Selim III från 1789 till 1805. 
Hon var född som Agnesa i Georgien innan hon föll offer för slavhandeln på Svarta havet. Hon kom till det kejserliga osmanska haremet som slavkonkubin till sultan Mustafa III år 1759, där hon enligt sed konverterade till islam och fick ett persiskt namn, Mihrişah ('Kungens sol').  Hon beskrivs som vacker och fick smeknamnet "den georgiska skönheten".
Mihrişah beskrivs som sin sons lojala supporter i hans politik. Hon var själv engagerad för en reformering av militärskolorna och en utveckling av ambassaderna i utlandet. Hon grundade flera utbildningsanstalter, moskéer och en berömd fontän. Mihrişah var liksom Selim en anhängare av sufismen. 
Hon är föremål för ett välkänt poem.